# Hypoponera scitula
Hypoponera scitula is een mierensoort uit de onderfamilie van de Ponerinae. De wetenschappelijke naam van de soort is voor het eerst geldig gepubliceerd in 1934 door Clark.